# تپه کند قاباقی
تپه کند قاباقی مربوط به عصر آهن - سده‌های اولیه و میانی دوران‌های تاریخی پس از اسلام است و در شهرستان گرمی، بخش مرکزی، دهستان اجارود مرکزی، روستای اروج آباد واقع شده و این اثر در تاریخ ۱۲ شهریور ۱۳۸۶ با شمارهٔ ثبت ۱۹۴۰۷ به‌عنوان یکی از آثار ملی ایران به ثبت رسیده است.